# Mora (canton)
Pour les articles homonymes, voir Mora.
Mora est un canton de la province de San José au Costa Rica.

## Géographie
Mora a une superficie de 162,04 km² et une altitude moyenne de 807 mètres.

## Histoire
Le canton de Pacaca a été créé par un décret du 25 mai 1883. Trois ans plus tard, le nom du canton a été changé en Mora en l'honneur de Juan Rafael Mora Porras (1814-1860), le deuxième président du Costa Rica.

## Économie
48,57 % de la population est économiquement active.
Le quartier de Colón a une forte concentration de zones résidentielles, industrielles et commerciales, abritant plusieurs zones résidentielles, usines et magasins, tandis que le reste des quartiers est principalement couvert de zones sauvages et résidentielles, où le tourisme et l'agriculture prédominent.

## Districts
Le canton de Mora est subdivisé en six districts (distritos):
1. Colón
2. Guayabo
3. Tabarcia
4. Piedras Negras
5. Picagres
6. Jaris

## Démographie
Pour le recensement de 2011, Mora avait une population de 26 294 habitants.